# Вилхелм Щойервалд
Вилхелм Щойервалд (на немски: Wilhelm Steuerwaldt, 1 септември 1815 г., Кведлинбург – 7 декември 1871 г., Кведлинбург) е германски пейзажист в стила на романтизма.

## Биография
Вилхелм Щойервалд е роден на 1 септември 1815 г. в дом на ул. „Финкенхерд“ № 1 в Кведлинбург в семейството на учител по рисуване. Още в младостта си има тесен контакт с живописта. От 1833 г., след завършване на училище следва в Художествената академия в Дюселдорф. Преди това, от 1830 до 1833 г. учи при художника на архитектурни сюжети от Халберщадт, Карл Хазенпфлуг.
През 1836 г. се завръща в Кведлинбург, където работи като учител по рисуване и създава над 200 картини, предимно с романтични мотиви от родния си град, но и от планината Харц. През 1839 г. закупува дома на германския писател Клопщок в Кведлинбург, който обаче продава малко преди смъртта си, през 1867 г.
Умира на 7 декември 1871 г. в Кведлинбург.

## Творби
- (заедно с Карл Виргин): Книгата с рисунки „Средновековните съкровища в Сводестата зала на Дворцовата църква в Кведлинбург: заедно с няколко външни и вътрешни изгледа от бившето Абатство на Кведлинбург /замък и манастир/, 1855 /Die mittelalterlichen Kunstschätze im Zittergewölbe der Schlosskirche zu Quedlinburg: nebst mehreren äusseren und inneren Ansichten des vormaligen Kaiserl. freien weltl. Stifts, 1855/

- „Изглед към руините на манастира Валкенрийд, масло върху платно, намира се в „Романтикерхаус“ гр. Йена
- „Хълмът Мюнценберг“
- „Крипта с изглед към двора на Кведлинбургския замък“
- „Площадът пред двореца в Кведлинбург“